# 夏嫣
夏嫣，女演員、歌手。畢業於北京電影學院。第五屆澳門國際電影節金蓮花獎最佳影視新人獎。夏嫣搭档著名影星古天樂主演五部《反貪風暴》系列電影，均收穫到不錯的口碑，更獲得市場高票房認可。

## 演藝生涯
2012年夏嫣獲黃百鳴賞識，在一次電影選角中，被選中擔任第一女主角，與林峯搭檔主演電影《詭嬰吉咪》飾演天晴。年底，參演港式喜劇群星賀歲片《百星酒店》。
2013年4月，夏嫣與香港演員吳卓羲搭檔情侶主演都市情感勵志偶像劇《待嫁十年》；10月，熱愛賽車的夏嫣參加在上海國際賽車場舉行的「2013壹基金慈善明星賽」，奪得女子組賽車冠軍；12月，夏嫣參加第五屆澳門國際電影節，獲得金蓮花獎最佳影視新人獎。
2014年，与古天乐合拍的电影《反贪风暴》上映，出演廉政公署执行处调查主任谭美莉；与吴千语、徐正溪合作主演青春爱情动作喜剧电影《精武青春》，饰演武术学校的大师姐铁岚，这是她首次出演武术动作片，为了将拳脚功夫展现得神形兼备，还连续突击跆拳道直到拿到黑带；同年，参加《屌丝男士》第四季，在第七集中搭档大鹏饰演一对情侣。
2015年9月，主演的第24届金鸡百花电影节献礼片《我们遇见松花湖》在吉林大剧院首映，饰演山寨女首领柏合，与林家栋饰演的龙浩在剧中展开一段倾城之恋；同年，参加浙江卫视励志真人秀节目《我不是明星》。10月，参演的由黄又南、吴千语主演的爱情片《王家欣》在中国香港上映，内地名为《寻找心中的你》，饰演王家欣。
2016年11月，与王晓晨、吴卓羲等主演的都市情感励志偶像剧《待嫁十年》在湖南娱乐频道首播，在剧中扮演万人迷空姐叶羽。同年，派出第一首个人单曲《谁懂我》。
2018年，搭档古天乐主演的《反贪风暴3》上映，该片收获4.42亿票房，夏嫣在片中继续饰演ICAC廉政公署的Tammy谭美莉。与惠英红、陈家乐共同主演惊悚电影《绑灵》在香港上映，饰演学生阿丽。
2019年4月，搭档古天乐主演的动作片《反贪风暴4》上映，获得7.99亿票房。同年，搭档郑嘉颖主演由泰迪罗宾导演的电影《八部半喜怒哀乐》在香港上映，饰演Cherry。
2020年6月，电视剧《哪咤降妖记》在湖南卫视上映，在剧中饰演鱼姬。同年，主演的系列电影《反贪风暴5》杀青。

## 演藝作品

### 音樂作品
| 年份   | 歌曲           |
| ------ | -------------- |
| 2015年 | 谁懂我         |
| 2020年 | 听得见的梦     |
| 2020年 | 踏遍世界的脚印 |

### 電影
| 上映年份 | 劇名           | 角色         |
| -------- | -------------- | ------------ |
| 2013年   | 詭嬰吉咪       | 天晴         |
| 2013年   | 百星酒店       | Sammy        |
| 2014年   | Z風暴          | 譚美莉/Tammy |
| 2014年   | 青春鬥         | 鐵嵐         |
| 2015年   | 我們遇見松花湖 | 柏合         |
| 2015年   | 王家欣         | 王安欣       |
| 2016年   | S風暴          | 譚美莉/Tammy |
| 2018年   | L风暴          | 譚美莉/Tammy |
| 2018年   | 八部半喜怒哀乐 | Cherry       |
| 2019年   | 绑灵           | 阿麗         |
| 2019年   | 超能含片       | 吳大明愛人   |
| 2019年   | P风暴          | 譚美莉/Tammy |
| 2021年   | G风暴          | 譚美莉/Tammy |
| 2021年   | 独家头条       | 莉亚         |
| 2023年   | 女子監獄       | 周瑩         |

### 電視劇
| 年份   | 剧名       | 角色       |
| ------ | ---------- | ---------- |
| 2014年 | 屌絲男士   | 大鵬女朋友 |
| 2016年 | 待嫁十年   | 叶羽       |
| 2016年 | 上山吧兄弟 | 第九夢     |
| 2020年 | 哪咤降妖记 | 鱼姬       |

### 電視廣告
| 年份   | 廣告            |
| ------ | --------------- |
| 2013年 | 福源沉香茶      |
| 2014年 | Cinema City戲院 |

## 獎項
| 年份   | 奖项 |
| ------ | --- |
| 影视类 | - 2013年 第五届澳门国际电影节金莲花奖最佳影视新人奖 （获奖） - 2013年 <yes!!> IdoI年度人氣大典人氣新演員獎 |
| 音乐类 | - 2015年 新城國語力頒獎禮2015 \| 新城国语新势力歌手                                                        |
| 其他类 | - 2012年 壹基金慈善明星賽車（亚軍） - 2013年 壹基金慈善明星赛车（冠军）                                    |

## 外部連結
- 夏嫣的Facebook專頁
- 夏嫣的Instagram帳戶
- 夏嫣的新浪微博